# Wireonek siwy
Wireonek siwy (Vireo solitarius) – gatunek małego ptaka z rodziny wireonkowatych (Vireonidae), zamieszkujący Amerykę Północną. Nie jest zagrożony.

## Zasięg, środowisko
Lasy iglaste i mieszane w północnej i wschodniej części Ameryki Północnej. Zimę spędza w południowo-wschodniej oraz południowo-środkowej części USA, w Meksyku i w Ameryce Środkowej. Ptaki migrujące i zimujące odwiedzają wiele typów lasów i zadrzewień, w tym podmiejskie parki, przybrzeżne bagna, plantacje kawy, lasy deszczowe i lasy mgliste.

## Systematyka
Takson ten bywał łączony w jeden gatunek z wireonkiem ołowianym (V. plumbeus) i wireonkiem oliwkowogrzbietym (V. cassinii), ale badania genetyczne wskazują, że należy je traktować jako osobne gatunki. Hybrydy V. solitarius i V. flavifrons (wireonek żółtogardły) z zimowisk na południu Meksyku i w Gwatemali błędnie opisano jako odrębny gatunek V. propinquus. Wyróżnia się dwa podgatunki V. solitarius:
- V. solitarius solitarius – Kanada przez północno-środkowe i północno-wschodnie USA; zimuje na południu i południowym wschodzie USA (od środkowego Teksasu na wschód po Karolinę Północną, na południe po środkową Florydę), we wschodnim Meksyku i dalej na południe, głównie po północną Nikaraguę, rzadko w zachodniej Kubie i na Isla de la Juventud.
- V. solitarius alticola – południowe Appalachy (południowo-wschodnie USA); zimuje w południowo-wschodnich USA (południowo-wschodnia Luizjana na wschód po południową Karolinę Południową, na południe po południową Florydę).

## Morfologia
Długość ciała 12,5–15 cm, rozpiętość skrzydeł 22,2–24,2 cm. Masa ciała 13,2–17,2 g.
Głowa szara. Grzbiet oliwkowozielony. Brew oraz obrączka oczna białe. Na skrzydłach widoczne 2 białe paski. Spód ciała biały, na bokach żółty i oliwkowoszary nalot.  Podgatunek nominatywny jest z wierzchu bardziej zielony i ma więcej żółtego koloru na bokach; podgatunek alticola z Appalachów jest na grzbiecie bardziej szary. Obie płci są podobne.

## Status
IUCN uznaje wireonka siwego za gatunek najmniejszej troski (LC, Least Concern) nieprzerwanie od 1988 roku. Według szacunków organizacji Partners in Flight, liczebność populacji wynosi około 13 milionów dorosłych osobników. Trend liczebności populacji uznawany jest za wzrostowy.